# Cyclodictyon krebedjense
Cyclodictyon krebedjense är en bladmossart som beskrevs av Brotherus 1912. Cyclodictyon krebedjense ingår i släktet Cyclodictyon och familjen Hookeriaceae. Inga underarter finns listade i Catalogue of Life.